# ASM-135 ASAT
ASM-135 ASATとは、アメリカ合衆国で作られた、航空機から発射する多段式対衛星ミサイルである。この兵器はリング・テムコ・ボートのLTVエアロスペース部門が開発した。ASM-135はアメリカ空軍のF-15戦闘機が専用装備したが、実戦配備には至っていない。

## 開発
1950年代後期に入ると、アメリカ合衆国では対衛星兵器の開発が始められた。アメリカ合衆国最初の対衛星兵器はボールド・オライオンWS-199Bであった。ASM-135と同じようにボールド・オライオンは空中発射式だったが、このミサイルの場合、発射母体はB-47ストラトジェットを使用した。1959年8月19日、ボールド・オライオンはエクスプローラー6号衛星に対して試験を行った。二段式のボールド・オライオンはエクスプローラー6号から6.4km離れた地点を通過した。このような距離では、比較的大威力の核弾頭によってのみ目標が破壊できるかもしれなかった。
1960年代初め、アメリカ国防総省はスペース・インターセプトと呼ばれる計画（SPIN）を開始した。1962年、アメリカ海軍では衛星迎撃計画の一環としてNOTS-EV-2ケイレブロケットを発射した。この狙いは対衛星兵器の開発だった。
アメリカ合衆国は地上からダイレクトに目標へ向けて上昇していく対衛星兵器を開発した。アメリカ陸軍のLIM-49 ナイキ・ゼウスミサイルは核弾頭を装備し、1963年5月には軌道衛星を破壊した。MUDFLAP計画、後にはプロジェクト505と呼ばれるシステムから出現したミサイルは、1964年から1967年まで発射可能状態にあった。核弾頭を装備したPGM-17ソー対衛星システムは、アメリカ空軍がプログラム437により開発したもので、最終的には1967年にプロジェクト505のナイキ・ゼウスミサイルに代えられた。プログラム437のソー・ミサイルシステムは限定的な配備により1975年まで用いられた。
核弾頭装備の対衛星兵器が持つ欠点の一つは、アメリカの偵察衛星も損傷させる可能性があることだった。結果として、アメリカ合衆国の対衛星兵器を開発しようとする努力は、核の使用を必要としないシステムの開発へと向け直された。
ソビエト連邦は共軌道対衛星システムの操作上のデモンストレーションを行った。この後の1978年、ジミー・カーター米大統領はアメリカ空軍に対し、新しい対衛星システムを開発・配備するよう指示した。
1978年、アメリカ空軍は新しい計画を開始した。この計画は当初、試作小型空中発射部品(PMALS)と呼称された。また空軍システム軍団の宇宙部局はシステム計画局を設立した。アメリカ空軍は空中発射小型機の提案依頼書を出した。必要とされる条件は、低軌道の衛星に対して使用可能な空中発射式ミサイルだった。
1979年、アメリカ空軍はLTVエアロスペースとALMVの研究を開始する旨の契約を結んだ。LTVエアロスペースの設計は、多段式のミサイルに赤外線誘導される運動エネルギー弾頭を装備したことが特色だった。

## 設計

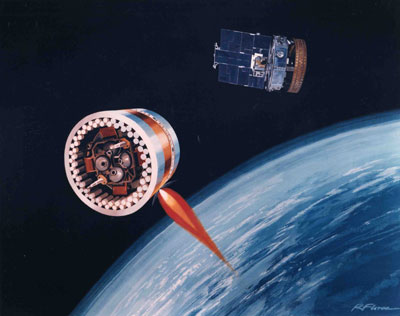
衛星へ向かうMHVの図。側面から軌道修正のためのパルスロケットを噴射している

ASM-135は全長5.43m、直径56cm、2段式のミサイルである。高度20kmでF-15戦闘機から射出され、弾道飛行では衛星の半分ほどの速度を出し、高度1,000kmに到達できる。静止軌道ないし高軌道の衛星の迎撃はできない。ASM-135は超音速でズーム上昇するF-15Aから発射されるよう設計された。F-15の作戦コンピューターおよびヘッドアップディスプレイは操縦士に操縦方向を指示するよう変更された。実際の発射は亜音速でなされた。
ASM-135 ASATの第1段にはボーイングAGM-69 SRAMミサイルが用いられた。これはロッキード・プロパルジョン・カンパニー製のLPC-415固体推進剤2パルスロケットエンジンを付けて改修されたものである。
ASM-135の第2段としてLTVエアロスペース社のアルテア3が用いられた。このアルテア3はサイオコール社製のFW-4S固体推進剤ロケットエンジンを使用した。アルテア3の段はまた、スカウト・ロケットの第4段としても使われた、また以前にはボールド・オライオンおよびハイホー対衛星兵器の開発、この両方に採用されていた。アルテアはヒドラジンを燃料とするスラスターを複数備え、これは目標の衛星へロケットを指向するために使用された。
またLTVエアロスペースは第3段もASM-135 ASAT用に提供した。この段はミニチュア誘導体(MHV)迎撃機と呼ばれた。分離の前に第2段はMHVを毎秒約30回転させ、MHVを前方の目標へと指向させた。この回転はジャイロ効果によってMHVの姿勢を安定させる。
MHVの構造は直径約30.5cm、長さ33cmの円筒形である。MHVの円筒外周には「ディバート」と呼ばれる進路調整用のパルス固体ロケット56本が長軸方向に向かって並行配置されている。円筒部側面の赤道上にはこのロケットの噴気孔が配されている。内部は前方から、9基の同心円状に配された長赤外線センサーのレンズ系、その後方の胴体中央部に赤外線センサーの感光素子部分、胴体後部に姿勢感知用のレーザージャイロが配置されている。
MHVが第2段から分離される前に、ハネウェル社製リングレーザージャイロスコープが回転率の決定および慣性のタイミングを観測し、データを得るために使われた。赤外線センサーはヒューズ研究所によって開発されたものである。センサーはストリップ様の探知装置を利用していた。これは4個のインジウム・ビスマス製ストリップが十字型に配されたもので、この4片は対数関数的なスパイラルを描くよう配列されていた。探知装置が回転させられることで小片がセンサーの視野を横切り、赤外線を放っている目標の位置を測ることができた。MHVの赤外線探知装置は、F-15戦闘機に搭載されたデュワー瓶からの液体ヘリウムで冷却されたが、このタンクは機銃のドラム弾倉を外して換わりに搭載していた。また、ASM-135の第2段に内蔵されたより小型のデュワー瓶からも冷却が行われた。第2段からの低温冷却ラインは収縮させて格納でき、MHVが回転する前にしまいこまれた。
MHVの誘導装置は単に赤外線センサーの視野で目標を追跡するだけだったが、目標までの高度、姿勢、距離を確定しなかった。照準誘導の正比例ラインでは機動のために探知装置からの情報を使用し、どのような照準線の変更も無効化した。ON／OFFコントロールシステムは56個の全量推進薬「ディバート（転換）」の点火に用いられた。またHMV後部には、推力発生用の8個の半量推進薬「エンドゲーム（終盤）」固体ロケットモーターが同心円状に配置された。8個の半量推薬「エンドゲーム」モーターは、目標とする衛星の迎撃直前に、より精密な軌道調整を行うよう用いられた。MHV後方の4つのポッドは小型の姿勢制御ロケットモーターを内蔵するためのものである。これらのロケットモーターはMHVの中心軸回転を減衰させるために使われた。

## 試験発射
| 最終試験においてASM-135を発射するF-15戦闘機。これはソルウィンドP78-1衛星を破壊した。 |  | モーターに点火。 |
| 最終試験においてASM-135を発射するF-15戦闘機。これはソルウィンドP78-1衛星を破壊した。 |  | モーターに点火。 |

1982年12月21日、カリフォルニア州エドワーズ空軍基地の空軍試験飛行センターにおいて、一機のF-15AがASM-135を固定装着し携行するという試験飛行を実施した。
1985年8月20日、ロナルド・レーガン大統領は衛星に対する試験を認可した。この試験はアメリカ合衆国議会に通知を行うため遅延させられた。目標は1979年2月24日に打ち上げられた太陽観測衛星ソルウィンドP78-1だった。
1985年9月13日、ウィルバート・D・「ダグ」ピアソン少佐はF-15A 76-0084「セレスティアル・イーグル」機に搭乗、バンデンバーグ空軍基地の322km西方においてASM-135 ASATを発射し、高度555kmの高度を飛行するソルウィンドP78-1衛星を破壊した。発射までのF-15の機動は次の通りである。まずマッハ1.22まで加速した。そこから、角度65度、3.8Gのズーム上昇を実行した。その後、マッハ0.934、高度38,100フィートで、ミサイルを自動発射した。重量13.6kgのMHVは最終速度24,140km/hを発揮し、重量907kgのソルウィンドP78-1衛星と衝突した。
NASAがアメリカ空軍のASAT試験計画について知ったのは1985年7月だった。NASAはこの試験の影響をモデル化し、試験の生成破片が1990年代になってもまだ軌道上に浮遊していると断定した。これはNASAに対し、彼らの計画する宇宙ステーションのデブリに対する防御を増強するよう強いるものだった。
当初アメリカ空軍とNASAは、スカウトミサイルで打ち上げるASATの試験用標的機を開発するため協力していた。NASAは長期間浮遊する破片を作り出す事態を避けるため、アメリカ空軍に対しASATの試験の処置について助言した。しかしASATの試験に対して議会の規制が割り込んだ。
議会の禁止命令が1985年10月に効力を発揮することが予期されたため、この前にASATの試験を完了すべく、国防総省は標的として既存のソルウィンド天体物理学衛星の使用を決定した。
NASAは試験結果を観察するために2基の軌道デブリ監視望遠鏡とアラスカに設置された再突入レーダーを使用し、国防総省と共に働いた。
NASAは、断裂した金属が明るい色をしていると仮定していた。しかし驚いたことに、ソルウィンドの破片は検知困難なほど非常に暗い色へと変化し、わずか2個の破片のみが観測された。この予想外の黒化は、投射体の運動エネルギーが衝突によって熱エネルギーに変化し、ソルウィンドの内部のプラスチック部品が気化し、金属部品の表面で煤として凝結したことと推定された。
NASAはアメリカ空軍の赤外望遠鏡を利用して破片が太陽から熱を吸収して熱せられていることを示した。これはこうした破片が煤で黒化しており、表面が非反射的な状態であるという主張に重みを加えた。これらの破片は速やかに軌道から離脱し、空間/質量比が大きくなったことを示唆した。NASAによれば、1998年1月の時点で、追跡可能だった285の破片のうち8つが軌道上にいまだに残っていた。
このソルウィンド試験は3点の重要な結果を残した。
- 光学システムの探知する対象は大型で暗色のものであるという可能性が増した。常にみなされていたように、小型で輝いているものではない。これは軌道上のデブリを探知するレーダーシステムや光学機器の、測定に関する含蓄となった。
- 試験はまた、宇宙空間における超高速度衝突の特徴的痕跡を捜す研究者にとっては、基礎となるイベントになった。
- 軌道上のデブリの問題に関する認識が向上した。

結局の所、ソルウィンドASAT試験は、アメリカで計画された宇宙ステーションにとってほとんど影響がなかったが、それはステーションの建設が1990年代中盤を超えて延期されたことによる。1989年から1991年に渡って太陽活動は記録的な高水準にあり、太陽の最大の加熱は地球大気を膨張させた。これは1985年の予期を超えるもので、Solwindの破片の減衰を早めた。
| 発射番号 | 日付           | 内容                                                    |
| -------- | -------------- | ------------------------------------------------------- |
| 1        | 1984年1月21日  | ミニチュア誘導体を搭載しないミサイルが試験に成功した。  |
| 2        | 1984年11月13日 | ミサイルがMHVを星に対して指向させた際に失敗を起こした。 |
| 3        | 1985年9月13日  | ミサイルはソルウィンドP78-1衛星の破壊に成功した。       |
| 4        | 1986年8月22日  | ミサイルはMHVを星に指向させ、試験に成功した。           |
| 5        | 1986年9月29日  | ミサイルはMHVを星に指向させ、試験に成功した。           |

15発のASM-135 ASATが生産され、5発のミサイルが飛翔試験を行った。

## 作戦履歴
アメリカ空軍はワシントン州のマッコールド空軍基地に所属する第318迎撃戦闘機中隊、およびバージニア州のラングレイ空軍基地に所属する第48迎撃戦闘機中隊に対衛星作戦を担当させ、20機のF-15A戦闘機を改修する予定だった。計画が中止される1988年頃には、両中隊の機体はASM-135を装備するための改修をすませていた。
アメリカ空軍は作戦上の兵力として112発のASM-135ミサイルを配備する予定だった。
ASM-135の配備は、対衛星兵器の戦略上の必要性と、ソビエト連邦との対衛星兵器の軍縮の可能性について、アメリカ合衆国議会の政策討論の中核となっていた。1983年から、アメリカ合衆国議会はASM-135計画に様々な制限を課し始めた。1985年12月、宇宙空間の標的に対するASM-135の試験を禁止する内容が盛り込まれた。この決定は、空軍が次回の試験に備えて2つの標的衛星を軌道へ打ち上げた、そのわずか1日後になされた。1986年、アメリカ空軍はASATシステムの試験を繰り返したが、宇宙空間に運び込んだ標的を用いないことで制限の範囲内にとどめた。
同年、ASM-135の配備には、当初の試算が5億ドルであったものが上昇し、53億ドルの費用がかかると見積もられた。
アメリカ空軍は経費削減を試み、ASM-135計画を3分の2に縮小した。アメリカ空軍はまた、強く計画を支援することはせず、1987年にはプログラムの中止を提案した。1988年、レーガン政権は技術的問題、試験の遅延、そして大幅なコスト増大を理由としてASM-135計画を中止した。

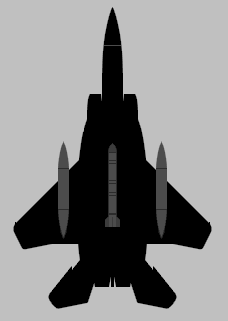

## 派生型
- ASM-135  - ミサイル15発を生産。
- CASM-135 - ASM-135Aの固定携行バージョン。弾頭シミュレーターと模擬モーターを備える。

## 使用国
- アメリカ合衆国 アメリカ空軍。

## 現存するミサイル
- CASM-135。現在はアメリカ、バージニア州にあるスティーブン・F・ウドヴァーヘイジー・センターに展示されている。このセンターはスミソニアン国立航空宇宙博物館の別館である。もう1発のCASM-135がアメリカ、オハイオ州デイトンのライト・パターソン空軍基地に所在する国立アメリカ空軍博物館の倉庫に保管されている。

## 登場作品

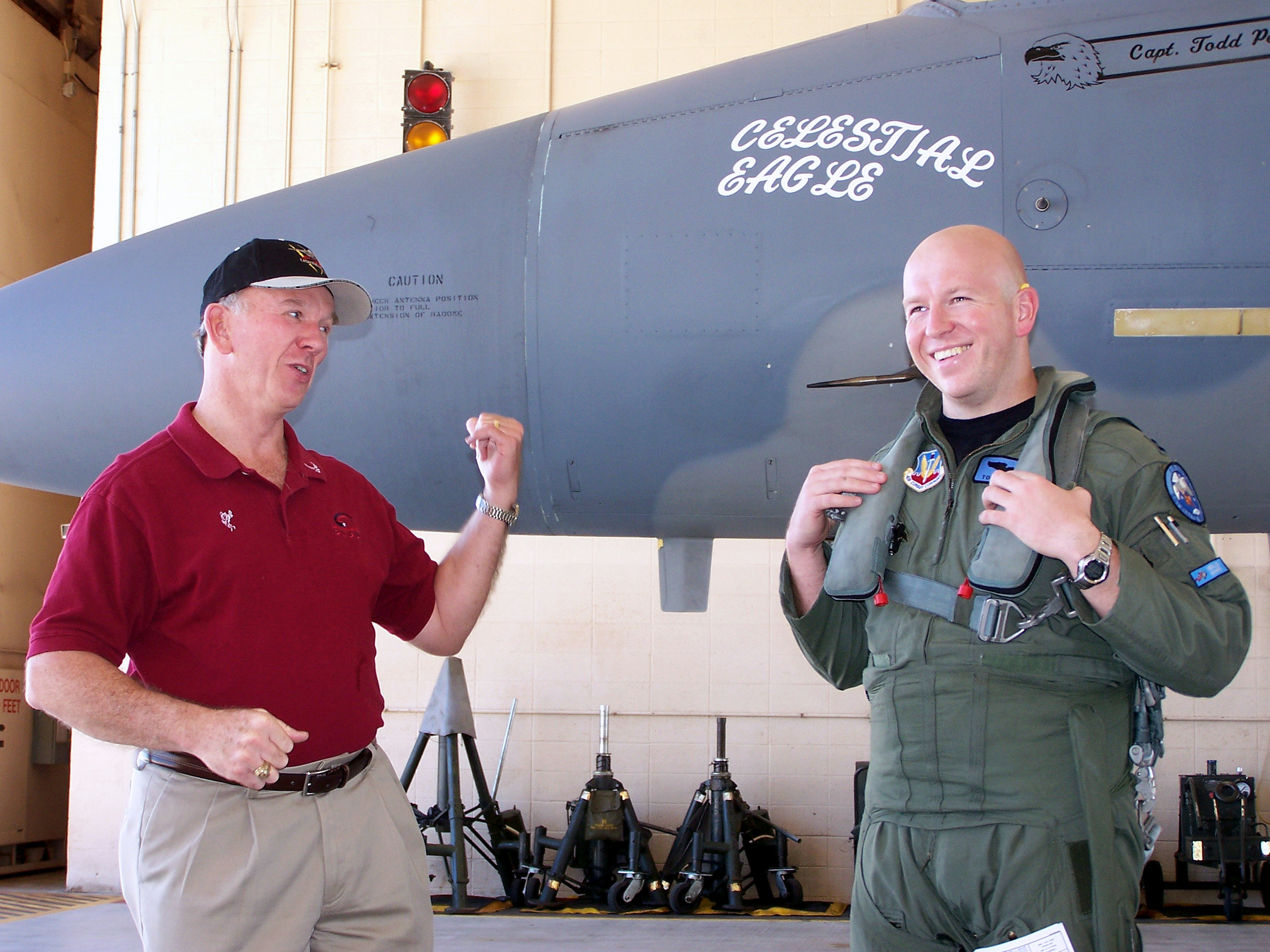
退役したダグ・ピアソン少将（左）、トッド・ピアソン大尉。トッド・ピアソンは9月13日、セレスティアル・イーグルで思い出の飛行に飛び立つ前のことについて談笑している。

『レッド・ストーム作戦発動』
トム・クランシーの小説。作中で特に大きく取り上げられており、F-15から発射された物が2機のUSSR RORSATを破壊する。